# Musacchia

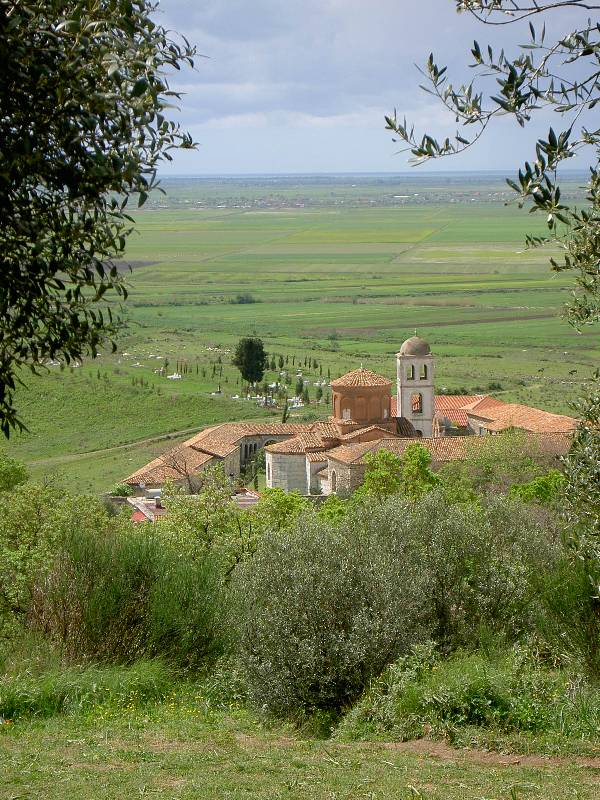
Il monastero e la chiesa di Shën Mëri (Santa Maria) sulle rovine dell'antica Apollonia, nel centro della Musacchia.

La Musacchia (Myzeqeja in lingua albanese, anche Fusha e Myzeqesë; Arman Muzachia in lingua arumena) è una regione storica dell'Albania Centrale, oggi parte della Prefettura di Fier. Secondo alcune fonti, i confini storici della regione furono il fiume Shkumbini ed il fiume Seman, secondo altre il fiume Voiussa e le terre di Valona.
I maggiori centri della regione sono Fier e Lushnjë.
Il toponimo "Musacchia" venne utilizzato per la prima volta nel 1417 e derivò, con buona probabilità, dal nome della famiglia nobile che governava quelle terre nel medioevo, i Muzaka. Precedentemente, la regione era nota come "Savra".

## Storia
La regione della Musacchia venne abitata da genti illiriche fin dall'Antichità. Fu colonizzata a più riprese da popolazioni greche, romane, bizantine, e successivamente dai barbari (slavi, avari, bulgari), la penetrazione militare dei Normanni e dei successivi re di Sicilia e di Napoli, e quella commerciale della Repubblica di Venezia.
Il primo grande centro del territorio fu la città di Apollonia, florido polo commerciale vicinissimo alla costa italica (fond. Brundusium) poi punto di partenza (post 146 a.C.) della Via Egnatia che conduceva fino a Thessaloniki e Byzantium in Tracia. Già parte del Regno d'Epiro, venne poi incorparato nella Provincia Romana d'Epiro.

## Popolazione
La Musacchia fu il punto d'incontro delle genti albanesi dei Geghi, dei Toschi e dei Lab. La regione registra anche la presenza di Valacchi, principalmente presso la città di Divjakë, unica presenza etnica alternativa agli albanesi in loco. La toponomastica registra la presenza di numerosi toponimi slavi.

Gli abitanti della Musacchia sono chiamati Myzeqarë o Lal(ë), quest'ultimo vocabolo è utilizzato per differenziarli dai "Lab" propriamente detti.

## Religione
La Musacchia è oggi una delle poche regioni albanesi dove la maggior parte della popolazione professa il credo Cristiano ortodosso. Al tempo dell'indipendenza albanese la percentuale di cristiani registrati nella popolazione musacca assommava al 65%. Sino alle soppressioni religiose del regime comunista esisteva una comunità greco-cattolica o cattolica di rito bizantino, oggi ridotta in un piccolo numero di fedeli.

## Economia
La Musacchia ha un grande potenziale economico di tipo agricolo (viene definita il "Granaio d'Albania") che in passato non è stato adeguatamente sfruttato. Fino al termine della seconda guerra mondiale, buona parte delle aree coltivabili rimasero paludi inutilizzate, causando la migrazione stagionale della popolazione. Campagne di bonifica vennero avviate al tempo dell'instaurazione della Repubblica Popolare Socialista d'Albania.